# Американо-антигуанские отношения
Американо-антигуанские отношения — двусторонние дипломатические отношения между Соединёнными Штатами Америки (США) и Антигуа и Барбудой. Страны являются членами Организации американских государств (ОАГ) и Организации Объединённых Наций (ООН).

## История
Сильные экономические и политические связи во многом определили внешние отношения Антигуа и Барбуды в конце 1980-х годов. Государство, будучи твёрдо антикоммунистическим, в 1987 году считалась одним из самых горячих сторонников США в Карибском регионе. Различные формы помощи США были важны для Антигуа и Барбуды, равно как и туризм в Северной Америке. Для Соединённых Штатов также было важно то, что Антигуа занимала стратегическое положение и принимала их военное присутствие, включая военно-воздушные и военно-морские объекты.
После обретения Антигуа и Барбудой независимости консульство США, основанное в 1980 году, в 1982 году было преобразовано в посольство со штатом из 18 человек.
Несмотря на связи Антигуа и Барбуды как с Соединёнными Штатами, так и с Великобританией, отношения в конце 1986 года были напряжёнными, поскольку у правительства Лейбористской партии Антигуа и Барбуды сложилось впечатление, что США и Великобритания могут поддержать Объединённую национально-демократическую партию (ОНДП) на предстоящих выборах 1989 года. Понимая, что западные державы могут посчитать вице-премьер-министра Лестера Бёрда, предполагаемого преемника его отца, слишком левым, руководство партии обвинило США и Великобританию в поддержке Айвора Хита и продвижении его партии на следующих выборах в надежде, что ОНДП установит более консервативное правительство.
Когда Хит получил официальное приглашение посетить Лондон, газета Herald, которую обычно считали аффилированной с вице-премьер-министром Бёрдом и его сторонниками, сослалась на это как на свидетельство поддержки Великобритании кандидата от ОНДП и назвала неуместным дипломатическую встречу с лидером партии, не имеющей выборных мест в парламенте. Газета Workers' Voice присоединилась к обвинению США во вмешательстве во внутренние дела Антигуа и Барбуды. Со своей стороны, вице-премьер-министр Бёрд раскритиковал политику США в регионе за то, что она не разделяет национальные приоритеты правительств стран Карибского региона. Он также выразил сомнения по поводу повсеместного присутствия советников США регионе, увеличения поставок оружия из США в Карибский бассейн и создания военизированных подразделений спецслужбы (SSU). Хотя некоторые в его партии опасались поворота налево в случае его прихода к власти, Бёрд и те, кто придерживался подобных националистических взглядов, оставались решительными антикоммунистами.
США поддержали усилия правительства Антигуа и Барбуды по развитию экономики и повышению уровня жизни своих граждан. Однако, озабоченность по поводу отсутствия надлежащего регулирования сектора финансовых услуг побудила правительство США осуществить финансовую консультацию для правительства Антигуа и Барбуды в 1999 году. Услуга была прекращена в 2001 году, но правительство США продолжает контролировать действия правительства Антигуа и Барбуды в сфере регулирование финансовых услуг.
США также активно оказывают помощь в случае стихийных бедствий и реабилитацию после ураганов через Управление по иностранной помощи в случае стихийных бедствий Агентства США по международному развитию (USAID) и Корпус мира. Помощь США в основном направляется через многосторонние агентства, такие как Всемирный банк и Карибский банк развития, а также через офис USAID в Бриджтауне, Барбадос.
Антигуа и Барбуда стратегически расположена на Подветренных островах рядом с морскими транспортными путями, имеющими большое значение для США. На Антигуа и Барбуде сохраняется военное присутствие США. Бывший объект поддержки ВМС США, переданный правительству Антигуа и Барбуды в 1995 году, в настоящее время превращен в региональный учебный центр береговой охраны.
Расположение Антигуа и Барбуды недалеко от Виргинских островов США и Пуэрто-Рико делает эту страну привлекательным перевалочным пунктом для торговцев наркотиками. Для решения этой проблемы США и Антигуа и Барбуда подписали ряд договоров и соглашений о борьбе с наркотиками и преступностью, в том числе Соглашение о морских правоохранительных органах (1995 год), в которое впоследствии были внесены поправки, включающие положения о пролёте и приказе приземлиться (1996 год); двусторонний договор о выдаче (1996 год) и договор о взаимной правовой помощи (1996 год). Кроме того, Антигуа и Барбуда получает помощь по борьбе с наркотиками и пользуется выгодами от американских строительных проектов, связанных с военными учениями и гуманитарной гражданской помощью.
В 2005 году Антигуа и Барбуда посетило 239 804 человека, при этом почти 28 % туристов прибыли из США. По оценкам, в стране проживает 4500 американцев.
В 2005 году страны оспорили решение Всемирной торговой организации по поводу закона об азартных играх. В 2007 году отношения были напряжёнными, когда Антигуа и Барбуда потребовала санкций на сумму 3,4 млрд долларов США, введенных против США за их несоблюдение правил ВТО об азартных играх, заявив, что «хотя мы понимаем, что это важный шаг для Антигуа и Барбуды, мы чувствуем, что мы не имеют выбора в этом вопросе». Тем не менее, отношения между двумя странами по-прежнему крепкие.